# Северный маяк острова Блок
Северный маяк острова Блок (англ. Block Island North Light) — маяк, расположенный на острове Блок, находящийся на границе проливов Лонг-Айленд и Блок-Айленд, округ Вашингтон, штат Род-Айленд, США. Построен в 1867 году. Автоматизирован в 1956 году. Деактивирован в 1973 году. Возвращен в эксплуатацию в 1989 году. 

## История
Скалы вокруг острова Блок неоднократно становились причиной кораблекрушений. 2 марта 1829 года Конгресс США выделил 5 500$ на строительство маяка на севере острова, и в том же году он был построен. Маяк представлял собой кирпичный дом смотрителя с башней на вершине. Для освещения использовались масляные лампы. Неустойчивые песок и гравий на месте строительства были подвержены эрозии, и вскоре маяк смыло в море. 3 марта 1837 года Конгресс выделил 5 000$ на перестройку маяка. Перестроенный на новом месте маяк представлял собой гранитный дом смотрителя, на крыше которого располагалась башня, проект маяка был тот же, только в качестве материала гранитные блоки заменили кирпичи. Но и второй маяк на этом месте не простоял долго: из-за продолжающейся эрозии он стал небезопасным, и в 1857 году был построен третий маяк. Он представлял собой гранитную башню высотой 15 метров и дом смотрителя, расположенный отдельно. Однако и это место оказалось небезопасным, и 28 июля 1866 года Конгресс выделил 15 000$ на строительство четвёртого маяка на «более подходящем месте». Четвёртый маяк был построен по тому же проекту, что и маяки Морган-Пойнт, острова Грэйт-Каптен и острова Шеффилд в Коннектикуте, маяки Олд-Филд-Пойнт и острова Плам в штате Нью-Йорк. Он представлял собой двухэтажный дом смотрителя в викторианском стиле из гранитных блоков, на крыше которого была расположена восьмиугольная башня маяка высотой 13 метров. На маяк была установлена линза Френеля. В 1956 году Береговая охрана США автоматизировала маяк. В 1973 году был построен автоматический маяк неподалеку, и Северный маяк острова Блок был выведен из эксплуатации. В 1989 после реставрации маяк был возвращён в эксплуатацию.
В настоящее время маяк работает на солнечной и ветровой энергии, а на первом этаже маяка расположен музей.
В 1974 году маяк был включен в Национальный реестр исторических мест.